# Robert Geyer (Geistlicher)
Robert Hermann Geyer (* 8. April 1874 in Weida; † 9. Oktober 1957 in Camburg) war Apostel der Allgemeinen christlichen apostolischen Mission und von gallikanischen geweihter Erzbischof der „Allgemeinen apostolischen Kirchengemeinschaft“.

## Apostolischer Geistlicher
Geyer trat 1894 in Greiz der neuapostolischen Gemeinde bei und wurde Pfingsten von Apostel Friedrich Krebs versiegelt. Vier Wochen später erhielt er das Amt des Unterdiakon, Ostern 1895 des Diakon. Am 28. Mai 1895 trat er aus der evangelischen Kirche aus und wurde am 7. November in Leipzig prophetisch zum Priester berufen und vermutlich am 8. Dezember ordiniert.
Während seines Studiums der Tiermedizin in Dresden betreute er als Priester eine von ihm gesammelte Gemeinde. 1897 brach er das Studium ab und verließ Dresden nach Jena. Dort wandte er sich von der Apostolischen Gemeinde ab, da Krebs „durch seine Günstlinge“ die Lehre habe verbreiten lassen, „er sei Christus im Fleisch geoffenbart“.
1898 schloss sich Geyer in Stapelburg im Harz der Alt-Apostolischen Gemeinde (AAG) und deren Apostel Friedrich Strube an. Vor April 1900 wurde Geyer dort zum „Evangelist im Stamme Benjamin“ berufen.
1909 kam er in Kontakt mit der von Heinrich Geyer gegründeten Allgemeinen christlichen apostolischen Mission (AcaM), er trat ihr mit einem Großteil der Mitglieder der AAG bei.
Am 12. Oktober 1913 wurde Geyer vom Propheten-Priester Jacob Westphaln in Hamburg prophetisch zum Apostel für Amerika berufen, erst am 15. Mai 1921 in Hamburg dazu ausgesondert.

## Vagantenbischof und Hochkirchliche Bewegung
Am 10. Mai 1925 wurde er vom gallikanischen Erzbischof Louis François Giraud (über Joseph René Vilatte in der apostolischen Sukzession des syrisch-orthodoxen Patriarchats von Antiochien) in einer Stuttgarter Methodistenkirche zum Diakon und Priester geweiht, dieser konsekriert ihn am 25. August in Bern zum Erzbischof Barnabas.
Durch den evangelischen Pfarrer Karl Eugen Herzog kam Geyer in Kontakt zu hochkirchlichen Kreisen, insbesondere zum Schweizerischen Diakonieverein (SDV) in Rüschlikon unter Gotthilf Haug und Jakob Schelker und der „Bruderschaft des gemeinsamen Lebens“. In diesen Gruppen führte Geyer später sowohl Apostelordinationen als auch Bischofsweihen durch.

## Von Geyer vorgenommene Bischofsweihen
Insgesamt weiht Geyer fünf Männer zu Vagantenbischöfen in apostolischer Sukzession:
- Wilhelm Güldner, Erzengel im Prophetenamt der AAM am 26. Mai 1929
- Karl Eugen Herzog, ev. Pfarrer, Engel-Evangelist der AAM am 24. Juni 1929 in Rüschlikon
- Gotthilf Haug am 16. Juni 1934 in Oberweiler
- Martin Schelker, Erzengel der AAM am 21. September 1953 in Bochum
- Nicolaus (Klaus) Heß, Erzengel-Priester der AAM und evangelischer Pfarrer, 21. September 1953 in Bochum